# Beerware
Beerware – licencja oprogramowania pozwalająca użytkownikowi końcowemu na dowolne korzystanie z oprogramowania pod warunkiem, że w przypadku spotkania autora użytkownik postawi mu piwo.
Licencję wymyślił John Bristor 25 kwietnia 1987 roku. Od tamtego czasu powstało wiele programów dystrybuowanych na jej podstawie, zmieniano też jej znaczenie (np. na tak, by użytkownik był zobligowany jedynie do wypicia piwa „za zdrowie” autora).
Poniżej zamieszczony jest tekst licencji beerware przygotowany przez Poula-Henninga Kampa, jednego z twórców FreeBSD:
```
/*
 * ----------------------------------------------------------------------------
 * "THE BEER-WARE LICENSE" (Revision 42):
 * <phk@FreeBSD.ORG> wrote this file. As long as you retain this notice you
 * can do whatever you want with this stuff. If we meet some day, and you think
 * this stuff is worth it, you can buy me a beer in return Poul-Henning Kamp
 * ----------------------------------------------------------------------------
 */

```